# Osneahî, Hadeaci
Osneahî (în ucraineană Осняги) este un sat în comuna Bilencenkivka din raionul Hadeaci, regiunea Poltava, Ucraina.

## Demografie
Componența lingvistică a localității Osneahî
     Ucraineană (96,71%)
     Rusă (2,3%)
     Alte limbi (0,66%)
Conform recensământului din 2001, majoritatea populației localității Osneahî era vorbitoare de ucraineană (96,71%), existând în minoritate și vorbitori de rusă (2,3%).